# Статуя Свободы (Каунас)
Статуя Свободы (лит. Laisvės statula) ― скульптура работы Юозаса Зикараса, расположенная в Каунасе. Статуя была создана в 1928 году в честь десятилетия провозглашения независимости Литвы. В то время Каунас был временной столицей государства. Эта статуя изображена на аверсе Медали Независимости, также разработанной Зикарасом и выпущенной в 1928 году.

## История
Скульптура была спроектирована Зикарасом, когда он был учителем гимназии в Паневежисе. По словам смотрителя музея Чюрлёниса Расы Руибене, у Зикараса не было мастерской, поэтому директор гимназии Йонас Ичяс, бывший министр образования, разрешил ему работать в одном из помещений гимназии. Уменьшённая гипсовая копия статуи сейчас хранится в Военном музее Витовта Великого.
Статуя Свободы отлита из бронзы. Постамент для неё был спроектирован архитектором Владимиром Иосифовичем Дубенецким.
Летом 1950 года по распоряжению советского правительства памятник был снесён, а поврежденная статуя передана в музей Чюрлёниса. В 1966 году скульптор Бронюс Петраускас отреставрировал статую. 
Памятник был отреставрирован архитектором Альгимантасом Сприндисом, и 16 февраля 1989 года он был открыт на прежнем месте. Общая высота памятника составляет 12,35 метра.
Гипсовая копия скульптуры, отреставрированная Йонасом Станисловасом Юодишюсом, сейчас находится в Белом зале Президентского дворца в Вильнюсе.